# Kobayashi Shinji (1963)
Shinji Kobayashi (sinh ngày 17 tháng 10 năm 1963) là một cầu thủ bóng đá người Nhật Bản.

## Sự nghiệp câu lạc bộ
Shinji Kobayashi đã từng chơi cho Kofu SC, Yokohama Flügels, Fujitsu và Fukushima FC.